# Horvát labdarúgó-válogatott
A horvát labdarúgó-válogatott Horvátország nemzeti csapata, amelyet a horvát labdarúgó-szövetség (horvátul: Hrvatski nogometni savez) irányít. A jelenlegi horvát válogatott 1990-ben, röviddel azelőtt alakult meg, hogy Horvátország kinyilvánította a Jugoszláviától való függetlenségét.
Az 1998-as világbajnokságon a harmadik helyet szerezték meg, miután Hollandiát 2–1-re legyőzték a bronzmérkőzésen, Davor Šuker 6 góljával pedig a gólkirályi címet hódította el. A 2018-as világbajnokságon a döntőig jutottak, ahol Franciaországtól kaptak ki 4–2-re. A 2022-es világbajnokságon az elődöntőben Marokkót győzték le 2-1-re, így a horvát labdarúgó-válogatott történetének második világbajnoki bronzérmét szerezte meg. Európa-bajnokságra először 1996-ban sikerült kijutniuk. Legjobb eredményük a negyeddöntőbe jutás volt: 1996-ban és 2008-ban.
Hazai mérkőzéseiknek általában a zágrábi Maksimir Stadion ad otthont.

## Története

### Kezdetek
A labdarúgóélet Horvátországban a 20. század elejétől indult fejlődésnek, az ország viszont csak a közelmúltban lett független. Az 1990-es évek előtt a horvát játékosok a Jugoszláv Királyság (1919-1939), a Horvát Bánság (1939-1941), a Független Horvát Állam (Nezavisna Država Hrvatska, NDH, 1941-1945), illetve a Jugoszláv Szocialista Szövetségi Köztársaság csapataiban játszottak.
A második világháborút megelőző különleges politikai körülmények közepette a horvát sportcsapatok horvát zászló alatt versenyezhettek, ezért a válogatott első mérkőzésének a Svájc ellen 1940. április 2-án játszott, 4–0-s horvát győzelemmel végződött találkozót tekinthetjük.

### Az aranykor (1994–99)
Az újjáalakított horvát válogatott az első hivatalos meccsét 1990. október 17-én játszotta az Egyesült Államok ellen a zágrábi Makszimir-stadionban. A találkozó 2–1-es horvát győzelemmel zárult.
1992-ben Horvátország felvételt nyert a FIFA-ba. Stanko Poklepović irányításával ausztrál körúton vettek részt; Melbourneben, Adelaideban és Sydneyben is pályára léptek. 1993 áprilisában Vlatko Marković lett az új szövetségi kapitány, júniusban pedig az UEFA tagjai lettek. Az időpont túl késő volt ahhoz, hogy az 1994-es labdarúgó-világbajnokság selejtezőiben induljanak. Marković mindössze egy mérkőzésen ült a válogatott kispadján, ekkor Ukrajnát győzték le 3–1 arányban. Miroslav Blažević kapitánysága idején az 1996-os Európa-bajnokság selejtezőiben indultak először nemzetközi megmérettetésen. 1994. szeptember 4-én Észtország 2–0-s legyőzésével kezdtek. A selejtezősorozat végén a csoportjuk első helyén végeztek és kijutottak az angliai Európa-bajnokságra. Goran Vlaović nevéhez fűződik a horvátok első nemzetközi tornán szerzett gólja, mellyel 1–0-ra legyőzték Törökországot. Ezután Dániát verték 3–0-ra, majd ugyanilyen arányban vereséget szenvedtek Portugáliától. A negyeddöntőben Németországtól kaptak ki 2–1-re.

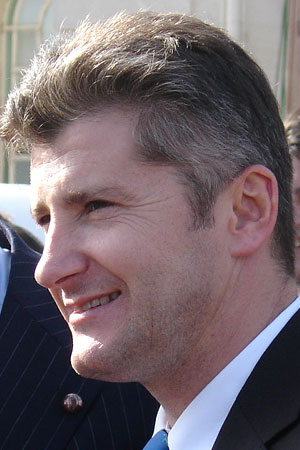
Davor Šuker

Blažević az 1998-as világbajnokságra is sikeresen kijuttatta a válogatottat. Pótselejtezőben győzték le Ukrajnát és ezáltal helyet szereztek maguknak a tornán. A csoportkörben Jamaicat 3–1-re, Japánt 1–0-ra győzték le, Argentína ellen egy 1–0-s vereség is belefért. A nyolcaddöntőben Davor Šuker tizenegyesből szerzett góljával 1–0 arányban jutottak tovább Románia ellen. A negyeddöntőben azzal a Németországgal találkoztak, aki ekkor a világranglista második helyét foglalta el. A horvátok nem kis meglepetésre Robert Jarni, Goran Vlaović és Davor Šuker góljaival 3–0-s vereséget mértek a németekre. Az elődöntőben a házigazda franciákkal kellett megmérkőzniük a döntőbe jutásért. A gól nélküli első félidőt követően Šuker ugyan betalált, de a franciák Lilian Thuram révén fordítottak. Ezután a harmadik helyért rendezett találkozón 2–1-re legyőzték Hollandiát és megszerezték a bronzérmet. Davor Šuker a tornán szerzett 6 góljával megszerezte a gólkirályi címet, Horvátország pedig minden idők legjobb világbajnoki debütálását tudhatja magáénak. 1999 januárjában a világranglista 3. helyét foglalták el, ami mindmáig a legjobb helyezésük. Az 1990-es években elért eredményeik által ez a válogatott volt a horvát-válogatott történetének aranygenerációja. Az 1987-es ifjúsági labdarúgó-világbajnokságon aranyérmet szerző jugoszláv U20-as válogatottnak többen is tagjai voltak.
A nagy sikert követően a 2000-es Európa-bajnokságra nem sikerült kijutniuk. Jugoszlávia és Írország mögött a harmadik helyen végeztek a csoportjukban.

### Jozić és Barić időszaka (2000–04)
A 2000-es Európa-bajnokságot követően Blažević folytatta a munkát és az első két világbajnoki selejtezőn egyaránt döntetlent értek el Belgium, illetve Skócia ellen. Blažević lemondott és helyét az a Mirko Jozić vette át, akivel a jugoszláv U20-as válogatott világbajnoki címet szerzett 1987-ben. Annak ellenére, hogy az aranygeneráció több tagja visszavonult a válogatottságtól veretlenül kijutottak a 2002-es világbajnokságra. A tornát Mexikó ellen kezdték 1–0-s vereséggel. Olaszország ellen hátrányba kerültek, de Ivica Olić és Milan Rapaić góljaival 2–1-re sikerült fordítaniuk és végül győztek. Ecuador ellen a továbbjutás reményében léptek pályára, de 1–0 arányban kikaptak. 2002 júliusában, a kiesést követően Jozić lemondott és a horvát-osztrák kettős állampolgár Otto Barićot nevezték ki kapitánynak.
Az Európa-bajnoki-selejtezőkre a keret nagy része kicserélődött, az arany generáció utolsó tagjai is kiöregedtek, helyüket fiatal játékosok vették át. Horvátország a Szlovénia elleni pótselejtezőkön, 2–1-es összesítéssel jutott ki a Portugáliában rendezett 2004-es Európa-bajnokságra. Az első mérkőzésen Zágrábban 1–1-es végeredmény született, ami az idegenben szerzett gól miatt a szlovénoknak kedvezett. A Ljubljanában rendezett visszavágón Dado Pršo góljával a horvátok végül bebiztosították részvételüket. Svájc ellen 0–0-s döntetlennel kezdték a tornát. Franciaország ellen 2–2-es döntetlent értek el, Angliától pedig 4–2-re kikaptak. A továbbjutás ismét nem jött össze, Barić kétéves szerződése 2004 júniusában lejárt és nem hosszabbították meg.

### Kranjčar időszaka (2004–06)

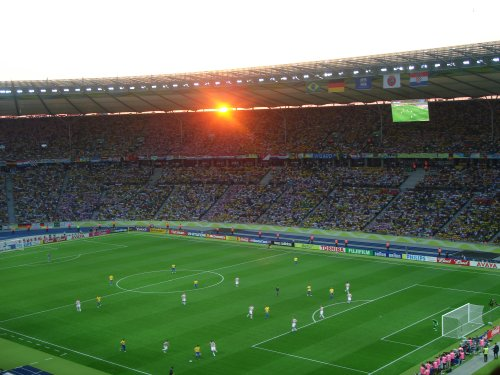
Horvátország-Brazília mérkőzés a 2006-os világbajnokságon.

2004 júliusában a korábban jugoszláv és horvát válogatott labdarúgó Zlatko Kranjčar lett kinevezve a szövetségi kapitányi posztra. A 2006-os világbajnokság selejtezőit veretlenül vívták meg Svédország és Bulgária előtt.
A világbajnokságon Brazília ellen 1–0-s vereséggel nyitottak. Japánnal gólnélküli döntetlent játszottak, ráadásul a horvátok egy büntetőt is kihagytak. Ausztrália ellen 2–2 lett a mérkőzés végeredménye. Az angol játékvezető Graham Poll elkövetett egy nagy hibát, miután Josip Šimunićot csak a harmadik sárga lapja után állította ki.

### Bilić időszaka (2006–12)

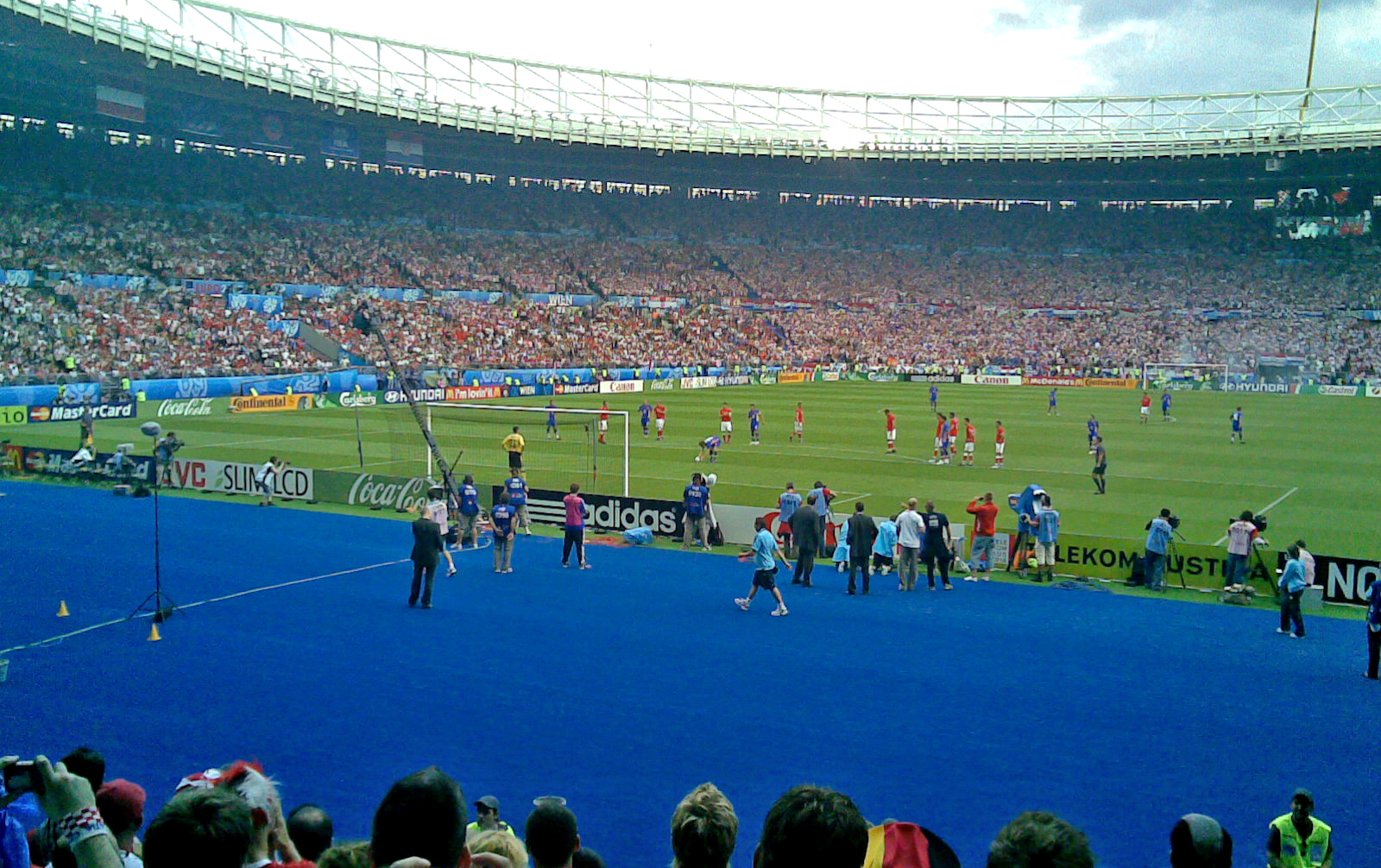
Horvátország-Ausztria mérkőzés a 2008-as Európa-bajnokságon (Luka Modrić büntetőt rúg).

2006 júliusában Kranjčart az a Slaven Bilić váltotta, aki korábban tagja volt a horvát aranygenerációnak és 2004-től 2006-ig az U21-es csapatot irányította. Első mérkőzése Livornóban a világbajnok Olaszország ellen volt, melyet 2–0-ra megnyertek. Az Európa-bajnoki selejtezőkön mindössze egy vereséget szenvedtek Macedónia ellen, Angliát pedig oda–vissza legyőzték, ami azt jelentette, hogy az angolok 1984 után lemaradtak a tornáról.
A 2008-as Európa-bajnokságon a házigazda Ausztriát és Lengyelországot 1–0, míg Németországot 2–1 arányban győzték le a csoportban. A negyeddöntőben Törökország ellen drámai körülmények után tizenegyesrúgásokkal estek ki. Luka Modrić, Mladen Petrić és Ivan Rakitić is kihagyta a büntetőjét.
A 2010-es Dél-afrikai világbajnokságra nem kvalifikálták magukat. Anglia és Ukrajna mögött a harmadik helyen végeztek a selejtezőben. A 2012-es Európa-bajnokság selejtezősorozatát sikeresen vette a horvát válogatott, miután a pótselejtezőben összesítésben 3–0-ra legyőzte Törökországot, ezzel pedig némi revánsot véve a négy évvel korábbi fiaskóért. Az Eb külön érdekessége horvát szempontból, hogy Horvátország Magyarországgal közösen pályázta meg a kontinenstorna rendezési jogát, de az végül a lengyel-ukrán páros győzelmével zárult. A tornán 3–1-es győzelemmel kezdtek Írország ellen, Olaszországgal 1–1-es döntetlent játszottak, Spanyolországtól 1–0 arányban kikaptak. Az Európa-bajnokság után Slaven Bilić  hatéves periódusa véget ért.

### Štimac, Kovač és Čačić időszaka (2012–2017)

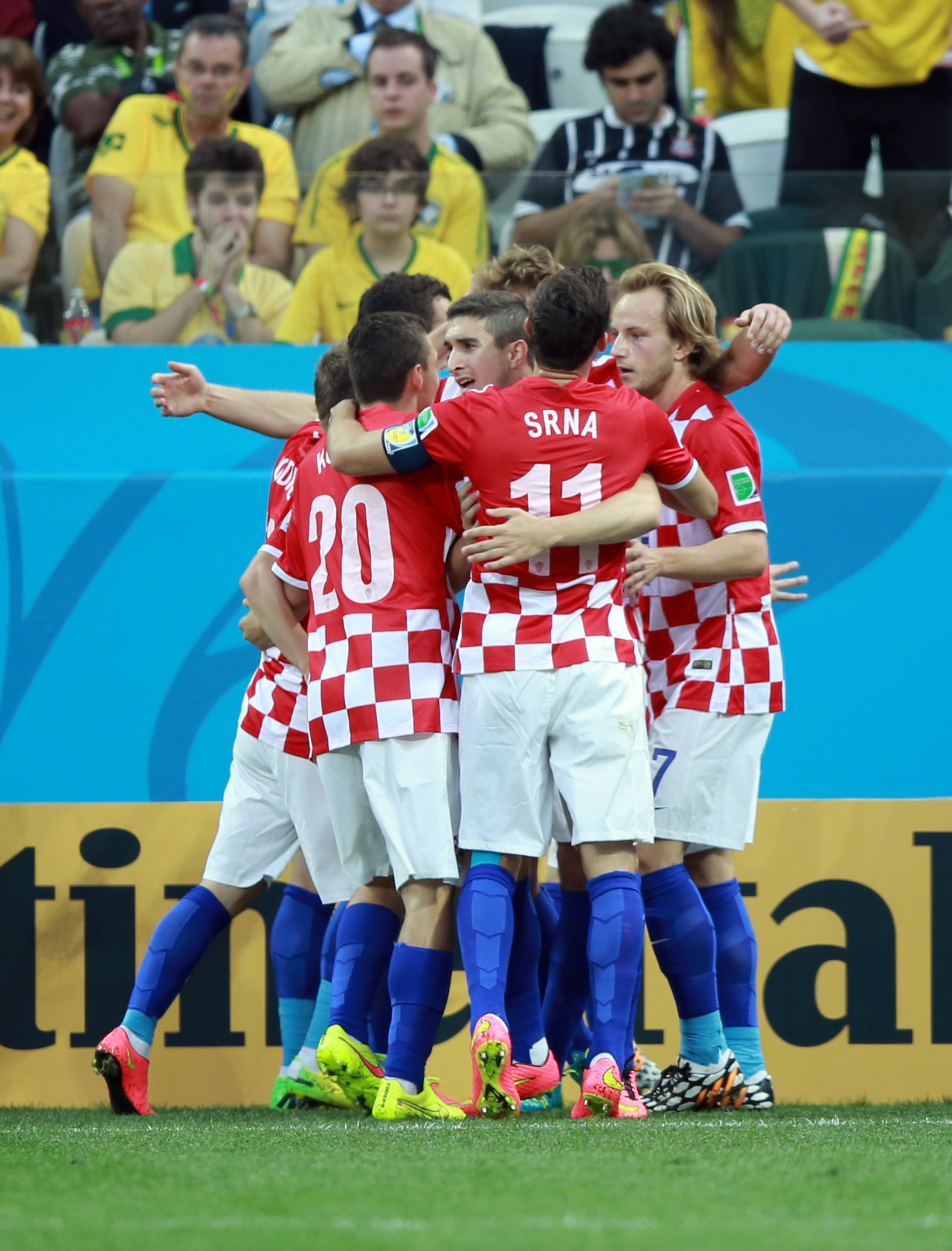
Horvátország-Brazília mérkőzés a 2014-es világbajnokságon.

Bilićet a korábbi válogatott társa Igor Štimac váltotta, akivel lejátszotta az együttes a 2014-es labdarúgó-világbajnokság selejtezőit. Štimac egy év után távozott, mert a csapaton belüli széthúzást érzett, de a gyenge teljesítmény miatt is érett a leváltása. A horvátok a második helyen végeztek a csoportjukban, ami pótselejtezőt ért, de ekkor már Niko Kovač látta el a szövetségi kapitányi feladatokat. aki ezt megelőzően az U21-es válogatottat edzette. Izland ellen 2–0-s összesítésben kiharcolták a helyüket a világbajnokságra. A 2014-es vb-n a házigazda Brazíliával játszották a nyitómérkőzést, melyen ugyan megszerezték a vezetést, de 3–1-es vereséget szenvedtek. Kamerunt 4–0-ra legyőzték, Mexikótól 3–1-re kikaptak.
A 2016-os Európa-bajnokság selejtezőiben Horvátország Azerbajdzsánnal, Bulgáriával, Máltával, Norvégiával és Olaszországgal került egy csoportba. Miután gólnélküli döntetlent játszottak Azerbajdzsán ellen idegenben, Norvégiától pedig 2–0-ra kikaptak a Horvát labdarúgó-szövetség úgy döntött felbontja Niko Kovač és stábja szerződését. 2015. szeptember 21-én kinevezték az új szövetségi kapitányt Ante Čačić személyében. Végül a H csoport második helyén végezek és kijutottak az Európa-bajnokságra. Čačić alatt a horvát válogatott megdöntötte a legnagyobb arányú győzelmének rekordját a San Marino elleni 10–0-s siker alkalmával.
Az Eb-n a D csoportba kerültek Csehország, Spanyolország és Törökország mellé. Első mérkőzésükön Luka Modrić góljával 1–0-ra legyőzték Törökországot. Csehország ellen 2–2-es döntetlent játszottak. A mérkőzés vége felé a horvát szurkolók égő fáklyákat dobáltak a játéktérre ezért a játék több percig állt. Spanyolországot Ivan Perišić 87. percben szerzett góljával 2–1-re legyőzték és a csoport élén végeztek. A nyolcaddöntőben hosszabbítás után estek ki Portugália ellen.
A 2018-as világbajnokság selejtezőiben Izlanddal, Ukrajnával, Törökországgal, Finnországgal és Koszovóval kerültek az I csoportba. Az első 5 meccsből 4-et sikerült megnyerniük és csak a törököknek sikerült pontot szerezni ellenük. A 6. fordulóban Magnússon 90. percben szerzett góljával Izlandnak sikerült először legyőzni a horvátokat a selejtezőben. Később Horvátország kikapott Törökországtól és döntetlent játszott Finnország ellen, ami után a szövetség menesztette Ante Čačićot.

### Dalić és a második aranykor (2017-)
Zlatko Dalićot 2 nappal a sorsdöntő Ukrajna elleni selejtező mérkőzés előtt nevezték ki, amin minimum egy döntetlen kellett ahhoz, hogy a csapat pótselejtezőt játszhasson, végül Kijevben 2-0-ás horvát siker született és mivel Izland nyert Koszovó ellen, ezért a Vatreninek ismét pótselejtezőt kellett játszania. Az ellenfél Görögország volt, akit Zágrábban 4-1 arányban kiütött a magabiztos horvát csapat, majd a második mérkőzés egy eseménytelen 0-0-val ért véget, amivel a csapat kvalifikálta magát az oroszországi tornára.

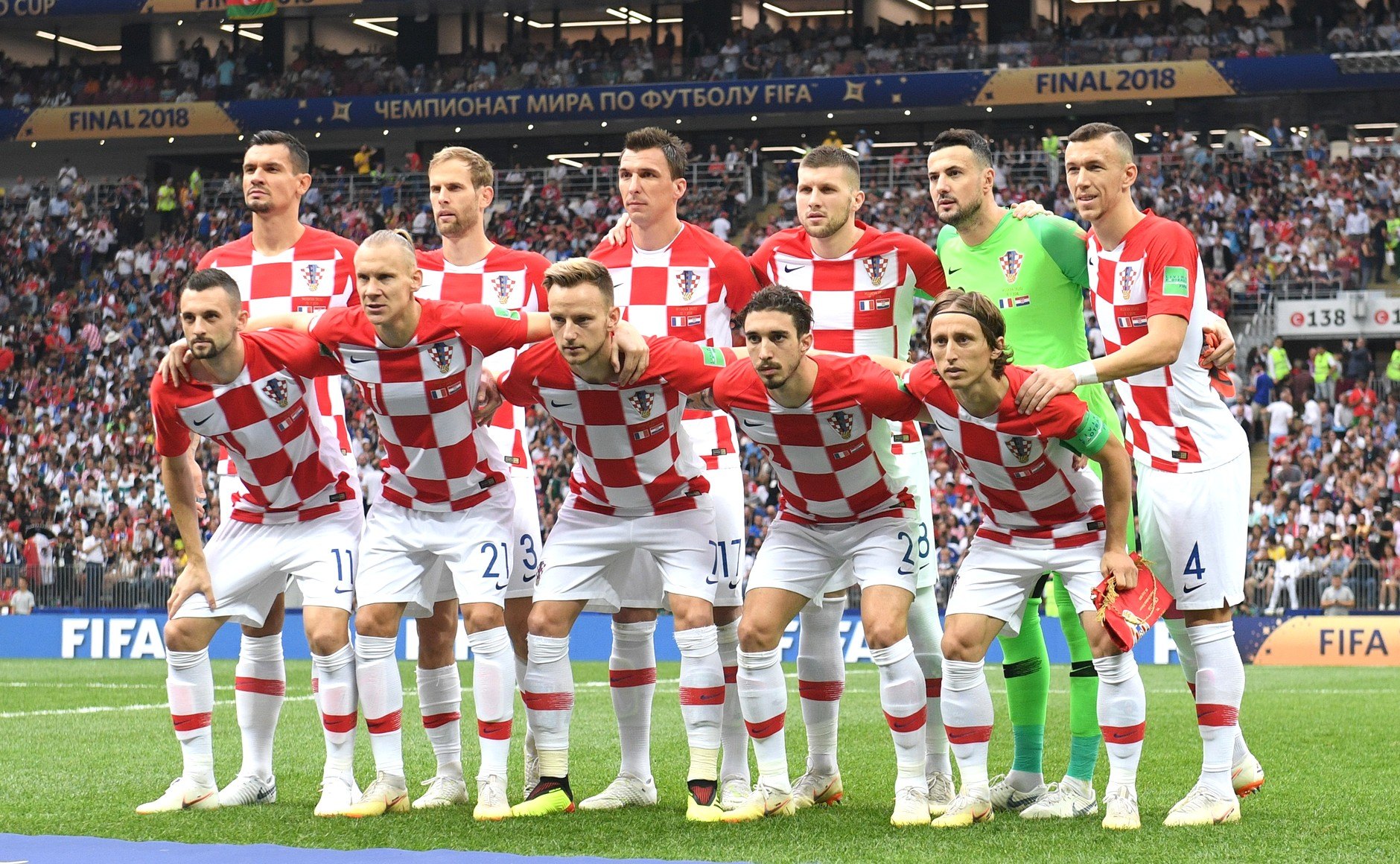
A horvát válogatott kezdőcsapata a 2018-as világbajnokság döntőjében

A Vb-n a D csoportba kerültek Argentína, Izland és Nigéria mellé. Első mérkőzésüket Nigéria ellen egy öngól és Modrić büntetője döntött el, a végeredmény 2-0 lett. Argentína 3-0-ás legyőzése utána a csapat bebiztosította helyét a legjobb 16 között. Az utolsó csoportmeccsüket Perišić 90. percben szerzett góljával 2-1 arányban nyerték meg Izland ellen és veretlenül, csoportelsőként léptek tovább a nyolcaddöntőbe. A legjobb 16 között Dániával találkoztak, a dánok már az első percben megszerezték a vezetést, amire nem sokkal később Mandžukić egyenlített ki. A mérkőzés hátralévő részében nem született gól, ezért hosszabbításra került sor, ahol Modrić a 115. percben kihagyott egy büntetőt, de végül büntetőpárbajban legyőzték a Skandináv csapatot 3-2-re. A negyeddöntőben a házigazda és a spanyolokat legyőző Oroszországgal kellett játszaniuk Szocsiban az elődöntőbe jutásért. A házigazdák a 31. percben Cserisev révén megszerezték a vezetést, de Kramarić góljával 8 perccel később már 1-1-et mutatott az eredményjelző. Az eredmény a második félidő folyamán nem változott, így ismét hosszabbítást kellett játszania a csapatnak. 
A 101. percben Horvátország megfordította a mérkőzést Domagoj Vida fejesével, de az oroszok Mário Fernandes találatával egyenlíteni tudtak. A tizenegyespárbaj folyamán Subašić ismét bravúros védéseket mutatott be, így 4-3-as sikerrel készülhetett a Vatreni az angolok elleni elődöntőre. Az elődöntőben az angolok Trippier szabadrúgásából már az 5. percben megszerezték a vezetést, a második félidőben Perišić tudott egyenlíteni. A horvátok a harmadik hosszabbításukat játszották, ahol az angolok megszerezhették volna a vezetést, de Stones fejesét Vrsaljko fejelte ki a gólvonalról, majd Mandžukić megszerezte a vezetést, amire az angolok már nem tudtak válaszolni, a végeredmény 2-1 lett, Horvátország történetében először játszhatott világbajnoki döntőt. A moszkvai döntőben ismét a franciák jelentették a horvátok számára a végállomást, Mandžukić öngóljával a franciák kerültek előnybe, amire Ivan Perišić tudott válaszolni, majd Griezmann, Pogba és Mbappé 3 gólos előnyhöz juttatta a franciákat, amire csak Mandžukić tudott válaszolni Hugo Lloris hibájából, az eredmény 4-2 lett. Franciaország második világbajnoki címét ünnepelhette, míg Luka Modrićot a világbajnokság legjobb játékosának választották.

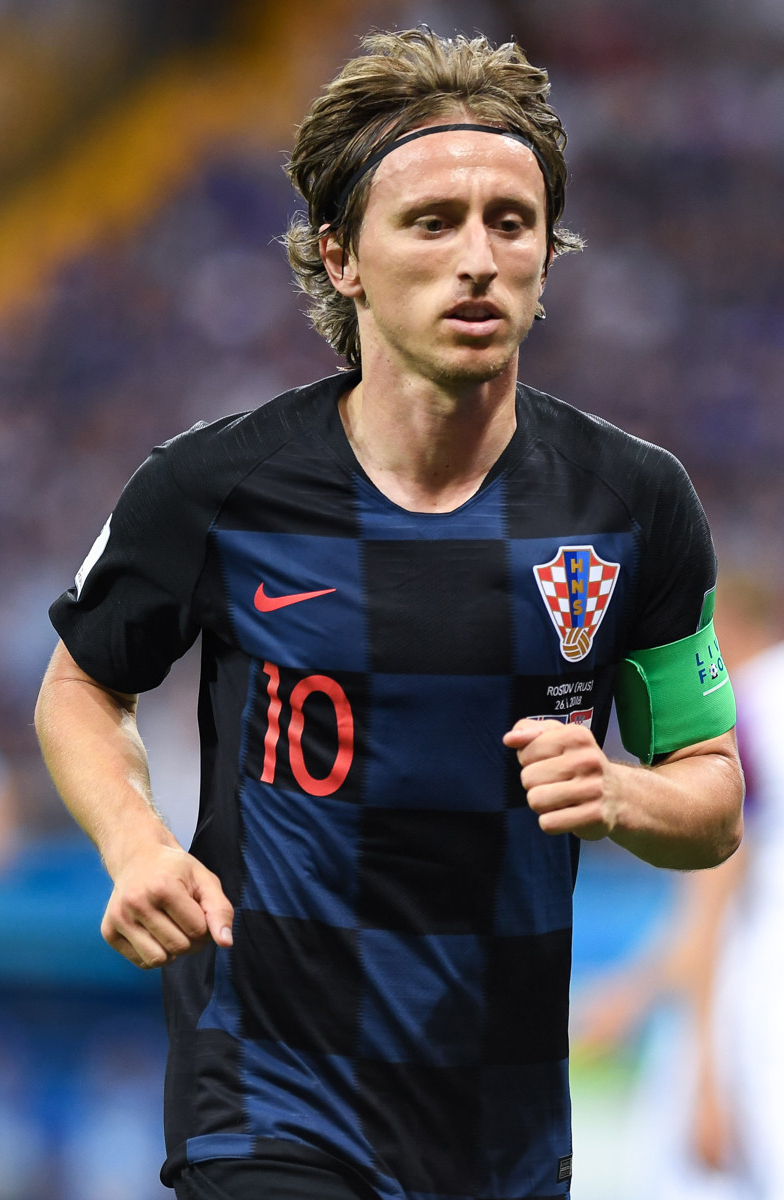
Luka Modrić 2018-ban megkapta az a aranylabdát

A 2018-19-es UEFA Nemzetek Ligájában az A ligában Spanyolország és Anglia volt az ellenfelük. Az első meccsen elszenvedte a válogatott az eddigi legnagyobb vereségét, a spanyol válogatott tudta legyőzni őket 6-0 arányban. Később hazai pályán Anglia ellen egy 0-0-ás eredmény született, majd megverték a spanyolokat 3-2-re. Az utolsó fordulóban végül nem tudtak pontot szerezni a Wembley-ben, így kiestek a B ligába.
A 2020-as Európa-bajnokság selejtezőiben Wales, Szlovákia, Magyarország és Azerbajdzsán voltak az ellenfeleik. A csoportjukat végül Wales és Szlovákia előtt 17 ponttal megnyerték és kijutottak az 2020-as Európa-bajnokságra, amit a koronavírus-járvány miatt egy évvel elhalasztottak. A sorsolást követően Angliával, Csehországgal és Skóciával kerültek egy csoportba. Az első mérkőzésüket Anglia ellen játszották a Wembleyben és 1–0-ra elveszítették. Csehország ellen 1–1-es döntetlent értek el, Skóciát pedig sikerült 3–1-re legyőzniük. A nyolcaddöntőben Spanyolországgal találkoztak és hosszabbítást követően kaptak ki 5–3-ra.
A 2022-23-as UEFA Nemzetek Ligájában az A ligában szerepeltek és megnyerték a csoportjukat Dánia, Franciaország és Ausztria előtt. Ennek eredményeként bejutottak a négyes döntőbe, ami 2023 nyarán kerül megrendezésre.
A 2022-es világbajnokságon az F csoportban szerepeltek Belgium, Kanada és Marokkó társaságában. Marokkó ellen 0–0-ás döntetlennel kezdték a tornát. Kanada ellen gyorsan hátrányba kerültek, de sikerült fordítaniuk és 4–1-es győzelmet arattak. A harmadik csoportmérkőzésen Belgiummal 0–0-ás döntetlent játszottak. A Japán elleni nyolcaddöntőben 1–0-ás hátrányba kerültek, de a horvátoknak Ivan Perišić révén sikerült egyenlíteniük. Végül nem született újabb találat és következtek a büntetőrúgások, amiben a horvátok bizonyultak jobbnak 3–1 arányban. A negyeddöntőben Brazíliával találkoztak és a rendes játékidőben nem született gól. A kétszer tizenöt perces hosszabbítás első félidejében Neymar góljával megszerezték a vezetést a brazilok, de a horvátoknak Bruno Petković révén sikerült egyenlíteniük és végül büntetőrúgások döntöttek, melyben a horvátok bizonyultak jobbnak és jutottak be az elődöntőbe. A legjobb négy között Argentínával találkoztak és 3–0-ás vereséget szenvedtek. A harmadik helyért rendezett mérkőzésen Joško Gvardiol és Mislav Oršić góljával 2–1-re legyőzték Marokkót és megszerezték a bronzérmet.

## Nemzetközi eredmények
Labdarúgó-világbajnokság
Ezüstérmes: 1 alkalommal (2018)
Bronzérmes: 2 alkalommal (1998, 2022)
II. Haszán király kupa
Aranyérmes: 1 alkalommal (1996)
Carlsberg-kupa
Bronzérmes: 1 alkalommal (2006)
Korea-kupa
Aranyérmes: 1 alkalommal (1999)

### Világbajnokság
Ezüstérem
      Bronzérem
| Világbajnokság | Világbajnokság                    | Világbajnokság                    | Világbajnokság                    | Világbajnokság                    | Világbajnokság                    | Világbajnokság                    | Világbajnokság                    | Világbajnokság                    | Világbajnokság                    | Selejtezők                        | Selejtezők                        | Selejtezők                        | Selejtezők                        | Selejtezők                        | Selejtezők                        | Selejtezők                        |
| Év             | Eredmény                          | H.                                | M                                 | Gy                                | D                                 | V                                 | G+                                | G–                                | Keret                             | H.                                | M                                 | Gy                                | D                                 | V                                 | G+                                | G–                                |
| -------------- | --------------------------------- | --------------------------------- | --------------------------------- | --------------------------------- | --------------------------------- | --------------------------------- | --------------------------------- | --------------------------------- | --------------------------------- | --------------------------------- | --------------------------------- | --------------------------------- | --------------------------------- | --------------------------------- | --------------------------------- | --------------------------------- |
| 1930–1938      | A Jugoszláv Királyság része volt. | A Jugoszláv Királyság része volt. | A Jugoszláv Királyság része volt. | A Jugoszláv Királyság része volt. | A Jugoszláv Királyság része volt. | A Jugoszláv Királyság része volt. | A Jugoszláv Királyság része volt. | A Jugoszláv Királyság része volt. | A Jugoszláv Királyság része volt. | A Jugoszláv Királyság része volt. | A Jugoszláv Királyság része volt. | A Jugoszláv Királyság része volt. | A Jugoszláv Királyság része volt. | A Jugoszláv Királyság része volt. | A Jugoszláv Királyság része volt. | A Jugoszláv Királyság része volt. |
| 1950–1990      | Jugoszlávia része volt.           | Jugoszlávia része volt.           | Jugoszlávia része volt.           | Jugoszlávia része volt.           | Jugoszlávia része volt.           | Jugoszlávia része volt.           | Jugoszlávia része volt.           | Jugoszlávia része volt.           | Jugoszlávia része volt.           | Jugoszlávia része volt.           | Jugoszlávia része volt.           | Jugoszlávia része volt.           | Jugoszlávia része volt.           | Jugoszlávia része volt.           | Jugoszlávia része volt.           | Jugoszlávia része volt.           |
| 1994           | nem volt FIFA-tag                 | nem volt FIFA-tag                 | nem volt FIFA-tag                 | nem volt FIFA-tag                 | nem volt FIFA-tag                 | nem volt FIFA-tag                 | nem volt FIFA-tag                 | nem volt FIFA-tag                 | nem volt FIFA-tag                 | nem volt FIFA-tag                 | nem volt FIFA-tag                 | nem volt FIFA-tag                 | nem volt FIFA-tag                 | nem volt FIFA-tag                 | nem volt FIFA-tag                 | nem volt FIFA-tag                 |
| 1998           | Bronzérem                         | 3.                                | 7                                 | 5                                 | 0                                 | 2                                 | 11                                | 5                                 | Keret                             | 2.                                | 2.                                | 10                                | 5                                 | 4                                 | 1                                 | 20                                |
| 2002           | Csoportkör                        | 23.                               | 3                                 | 1                                 | 0                                 | 2                                 | 2                                 | 3                                 | Keret                             | 1.                                | 1.                                | 8                                 | 5                                 | 3                                 | 0                                 | 15                                |
| 2006           | Csoportkör                        | 22.                               | 3                                 | 0                                 | 2                                 | 1                                 | 2                                 | 3                                 | Keret                             | 1.                                | 1.                                | 10                                | 7                                 | 3                                 | 0                                 | 21                                |
| 2010           | nem jutott ki                     | nem jutott ki                     | nem jutott ki                     | nem jutott ki                     | nem jutott ki                     | nem jutott ki                     | nem jutott ki                     | nem jutott ki                     | nem jutott ki                     | 3.                                | 3.                                | 10                                | 6                                 | 2                                 | 2                                 | 19                                |
| 2014           | Csoportkör                        | 19.                               | 3                                 | 1                                 | 0                                 | 2                                 | 6                                 | 6                                 | Keret                             | 2.                                | 2.                                | 12                                | 6                                 | 3                                 | 3                                 | 14                                |
| 2018           | Ezüstérem                         | 2.                                | 7                                 | 4                                 | 2                                 | 1                                 | 14                                | 9                                 | Keret                             | 2.                                | 2.                                | 12                                | 7                                 | 3                                 | 2                                 | 19                                |
| 2022           | Bronzérem                         | 3.                                | 7                                 | 2                                 | 4                                 | 1                                 | 8                                 | 7                                 | Keret                             | 1.                                | 1.                                | 10                                | 7                                 | 2                                 | 1                                 | 21                                |
| 2026           | később                            | később                            | később                            | később                            | később                            | később                            | később                            | később                            | később                            | később                            | később                            | később                            | később                            | később                            | később                            | később                            |
| Összesen       |                                   | 6/7                               | 30                                | 13                                | 8                                 | 9                                 | 43                                | 33                                | –                                 | Összesen                          | 6/7                               | 72                                | 43                                | 20                                | 9                                 | 129                               |

### Európa-bajnokság
| Európa-bajnokság | Európa-bajnokság        | Európa-bajnokság        | Európa-bajnokság        | Európa-bajnokság        | Európa-bajnokság        | Európa-bajnokság        | Európa-bajnokság        | Európa-bajnokság        | Európa-bajnokság        | Selejtezők              | Selejtezők              | Selejtezők              | Selejtezők              | Selejtezők              | Selejtezők              | Selejtezők              |        |
| Év               | Eredmény                | H.                      | M                       | Gy                      | D                       | V                       | G+                      | G–                      | Keret                   | H.                      | M                       | Gy                      | D                       | V                       | G+                      | G–                      |        |
| ---------------- | ----------------------- | ----------------------- | ----------------------- | ----------------------- | ----------------------- | ----------------------- | ----------------------- | ----------------------- | ----------------------- | ----------------------- | ----------------------- | ----------------------- | ----------------------- | ----------------------- | ----------------------- | ----------------------- | ------ |
| 1960–1992        | Jugoszlávia része volt. | Jugoszlávia része volt. | Jugoszlávia része volt. | Jugoszlávia része volt. | Jugoszlávia része volt. | Jugoszlávia része volt. | Jugoszlávia része volt. | Jugoszlávia része volt. | Jugoszlávia része volt. | Jugoszlávia része volt. | Jugoszlávia része volt. | Jugoszlávia része volt. | Jugoszlávia része volt. | Jugoszlávia része volt. | Jugoszlávia része volt. | Jugoszlávia része volt. |        |
| 1996             | Negyeddöntő             | 7.                      | 4                       | 2                       | 0                       | 2                       | 5                       | 5                       | Keret                   | 1.                      | 10                      | 7                       | 2                       | 1                       | 22                      | 5                       |        |
| 2000             | nem jutott ki           | nem jutott ki           | nem jutott ki           | nem jutott ki           | nem jutott ki           | nem jutott ki           | nem jutott ki           | nem jutott ki           | nem jutott ki           | 3.                      | 8                       | 4                       | 3                       | 1                       | 13                      | 9                       |        |
| 2004             | Csoportkör              | 13.                     | 3                       | 0                       | 2                       | 1                       | 4                       | 6                       | Keret                   | 2. (pótselejtező)       | 10                      | 6                       | 2                       | 2                       | 14                      | 5                       |        |
| 2008             | Negyeddöntő             | 5.                      | 4                       | 3                       | 1                       | 0                       | 5                       | 2                       | Keret                   | 1.                      | 12                      | 9                       | 2                       | 1                       | 28                      | 8                       |        |
| 2012             | Csoportkör              | 10.                     | 3                       | 1                       | 1                       | 1                       | 4                       | 3                       | Keret                   | 2. (pótselejtező)       | 12                      | 8                       | 2                       | 2                       | 21                      | 7                       |        |
| 2016             | Nyolcaddöntő            | 9.                      | 4                       | 2                       | 1                       | 1                       | 5                       | 4                       | Keret                   | 2.                      | 10                      | 6                       | 3                       | 1                       | 20                      | 5                       |        |
| 2020             | Nyolcaddöntő            | 14.                     | 4                       | 1                       | 1                       | 2                       | 7                       | 8                       | Keret                   | 1.                      | 8                       | 5                       | 2                       | 1                       | 17                      | 7                       |        |
| 2024             | Csoportkör              | 20.                     | 3                       | 0                       | 2                       | 1                       | 3                       | 6                       | Keret                   | 2.                      | 8                       | 5                       | 1                       | 2                       | 13                      | 4                       |        |
| 2028             | később                  | később                  | később                  | később                  | később                  | később                  | később                  | később                  | később                  | később                  | később                  | később                  | később                  | később                  | később                  | később                  | később |
| 2032             | később                  | később                  | később                  | később                  | később                  | később                  | később                  | később                  | később                  | később                  | később                  | később                  | később                  | később                  | később                  | később                  | később |
| Összesen         |                         | 7/8                     | 25                      | 9                       | 8                       | 8                       | 33                      | 34                      | –                       | Összesen                | 78                      | 50                      | 17                      | 11                      | 148                     | 50                      |        |

### UEFA Nemzetek Ligája
Aranyérem
      Ezüstérem
      Bronzérem
| Csoportkör / Negyeddöntő / Osztályozó | Csoportkör / Negyeddöntő / Osztályozó | Csoportkör / Negyeddöntő / Osztályozó | Csoportkör / Negyeddöntő / Osztályozó | Csoportkör / Negyeddöntő / Osztályozó | Csoportkör / Negyeddöntő / Osztályozó | Csoportkör / Negyeddöntő / Osztályozó | Csoportkör / Negyeddöntő / Osztályozó | Csoportkör / Negyeddöntő / Osztályozó | Csoportkör / Negyeddöntő / Osztályozó | Csoportkör / Negyeddöntő / Osztályozó | Csoportkör / Negyeddöntő / Osztályozó | Egyenes kieséses szakasz | Egyenes kieséses szakasz | Egyenes kieséses szakasz | Egyenes kieséses szakasz | Egyenes kieséses szakasz | Egyenes kieséses szakasz | Egyenes kieséses szakasz | Egyenes kieséses szakasz | Egyenes kieséses szakasz |
| Szezon                                | Liga                                  | Csoport                               | H                                     | M                                     | Gy                                    | D                                     | V                                     | G+                                    | G–                                    | Feljutás/kiesés                       | Helyezés                              | Év                       | Eredmény                 | M                        | Gy                       | D                        | V                        | G+                       | G–                       | Keret                    |
| ------------------------------------- | ------------------------------------- | ------------------------------------- | ------------------------------------- | ------------------------------------- | ------------------------------------- | ------------------------------------- | ------------------------------------- | ------------------------------------- | ------------------------------------- | ------------------------------------- | ------------------------------------- | ------------------------ | ------------------------ | ------------------------ | ------------------------ | ------------------------ | ------------------------ | ------------------------ | ------------------------ | ------------------------ |
| 2018–19                               | A                                     | 4.                                    | 3.                                    | 4                                     | 1                                     | 1                                     | 2                                     | 4                                     | 10                                    | (formátumváltozás)                    | 9.                                    | 2019                     | nem jutott be            | nem jutott be            | nem jutott be            | nem jutott be            | nem jutott be            | nem jutott be            | nem jutott be            | nem jutott be            |
| 2020–21                               | A                                     | 3.                                    | 3.                                    | 6                                     | 1                                     | 0                                     | 5                                     | 9                                     | 16                                    | Állandó                               | 12.                                   | 2021                     | nem jutott be            | nem jutott be            | nem jutott be            | nem jutott be            | nem jutott be            | nem jutott be            | nem jutott be            | nem jutott be            |
| 2022–23                               | A                                     | 1.                                    | 1.                                    | 6                                     | 4                                     | 1                                     | 1                                     | 8                                     | 6                                     | Állandó                               | 2.                                    | 2023                     | Ezüstérmes               | 2                        | 1                        | 1                        | 0                        | 4                        | 2                        | Keret                    |
| 2024–25                               | A                                     | 1.                                    | 2.                                    | 8                                     | 3                                     | 2                                     | 3                                     | 10                                    | 10                                    | Állandó                               | 8.                                    | 2025                     | nem jutott be            | nem jutott be            | nem jutott be            | nem jutott be            | nem jutott be            | nem jutott be            | nem jutott be            | nem jutott be            |
| 2026–27                               | A                                     |                                       |                                       |                                       |                                       |                                       |                                       |                                       |                                       |                                       |                                       | 2027                     |                          |                          |                          |                          |                          |                          |                          |                          |
| Összesen                              | Összesen                              | Összesen                              | Összesen                              | 24                                    | 9                                     | 4                                     | 11                                    | 31                                    | 42                                    |                                       |                                       |                          | 1/4                      | 2                        | 1                        | 1                        | 0                        | 4                        | 2                        |                          |

### A Független horvát állam válogatottjának eredményei (1940–1944, 1956)
| Ellenfél     | M  | Gy | D | V | RG | KG | GK  |
| ------------ | -- | -- | - | - | -- | -- | --- |
| Bulgária     | 1  | 1  | 0 | 0 | 6  | 0  | +6  |
| Németország  | 3  | 0  | 0 | 3 | 2  | 12 | −10 |
| Magyarország | 3  | 0  | 2 | 1 | 2  | 3  | −1  |
| Indonézia    | 1  | 1  | 0 | 0 | 5  | 2  | +3  |
| Olaszország  | 1  | 0  | 0 | 1 | 0  | 4  | −4  |
| Románia      | 1  | 0  | 1 | 0 | 2  | 2  | 0   |
| Szlovákia    | 7  | 6  | 1 | 0 | 25 | 9  | +16 |
| Svájc        | 3  | 2  | 0 | 1 | 5  | 1  | +4  |
| Összesen     | 20 | 10 | 4 | 6 | 47 | 33 | +14 |

### Az újjáalakult horvát válogatott eredményei (1990–)
|  | Pozitív mérleg (Több győzelem) |
|  | Döntetlen mérleg (Egyenlő)     |
|  | Negatív mérleg (Több vereség)  |

| Eredmények (1990–92) | Eredmények (1990–92) | Eredmények (1990–92) | Eredmények (1990–92) | Eredmények (1990–92) | Eredmények (1990–92) | Eredmények (1990–92) | Eredmények (1990–92) |
| Ellenfél             | M                    | Gy                   | D                    | V                    | RG                   | KG                   | GK                   |
| -------------------- | -------------------- | -------------------- | -------------------- | -------------------- | -------------------- | -------------------- | -------------------- |
| Románia              | 1                    | 1                    | 0                    | 0                    | 2                    | 0                    | +2                   |
| Szlovénia            | 1                    | 1                    | 0                    | 0                    | 1                    | 0                    | +1                   |
| Egyesült Államok     | 1                    | 1                    | 0                    | 0                    | 2                    | 1                    | +1                   |
| Összesen             | 3                    | 3                    | 0                    | 0                    | 5                    | 1                    | +4                   |

| Eredmények (1992–)  | Eredmények (1992–) | Eredmények (1992–) | Eredmények (1992–) | Eredmények (1992–) | Eredmények (1992–) | Eredmények (1992–) | Eredmények (1992–) |
| Ellenfél            | M                  | Gy                 | D                  | V                  | RG                 | KG                 | GK                 |
| ------------------- | ------------------ | ------------------ | ------------------ | ------------------ | ------------------ | ------------------ | ------------------ |
| Andorra             | 6                  | 6                  | 0                  | 0                  | 24                 | 0                  | +24                |
| Argentína           | 4                  | 1                  | 1                  | 2                  | 4                  | 5                  | -1                 |
| Ausztrália          | 6                  | 2                  | 2                  | 2                  | 11                 | 6                  | +5                 |
| Ausztria            | 5                  | 5                  | 0                  | 0                  | 9                  | 2                  | +7                 |
| Azerbajdzsán        | 2                  | 1                  | 1                  | 0                  | 6                  | 0                  | +6                 |
| Fehéroroszország    | 2                  | 2                  | 0                  | 0                  | 4                  | 1                  | +3                 |
| Belgium             | 7                  | 3                  | 2                  | 2                  | 9                  | 5                  | +4                 |
| Bosznia-Hercegovina | 4                  | 4                  | 0                  | 0                  | 14                 | 6                  | +8                 |
| Brazília            | 3                  | 0                  | 1                  | 2                  | 2                  | 5                  | −3                 |
| Bulgária            | 7                  | 4                  | 2                  | 1                  | 10                 | 5                  | +5                 |
| Chile               | 1                  | 0                  | 1                  | 0                  | 1                  | 1                  | 0                  |
| Kína                | 1                  | 0                  | 1                  | 0                  | 1                  | 1                  | 0                  |
| Kamerun             | 1                  | 1                  | 0                  | 0                  | 4                  | 0                  | +4                 |
| Ciprus              | 1                  | 1                  | 0                  | 0                  | 2                  | 0                  | +2                 |
| Csehország          | 3                  | 1                  | 2                  | 0                  | 7                  | 5                  | +2                 |
| Dánia               | 5                  | 2                  | 1                  | 2                  | 7                  | 6                  | +1                 |
| Ecuador             | 1                  | 0                  | 0                  | 1                  | 0                  | 1                  | −1                 |
| Egyiptom            | 1                  | 0                  | 1                  | 0                  | 2                  | 2                  | 0                  |
| Anglia              | 7                  | 2                  | 1                  | 4                  | 10                 | 18                 | −8                 |
| Észtország          | 9                  | 6                  | 2                  | 1                  | 16                 | 5                  | +11                |
| Finnország          | 2                  | 1                  | 1                  | 0                  | 2                  | 1                  | +1                 |
| Franciaország       | 5                  | 0                  | 2                  | 3                  | 3                  | 9                  | −6                 |
| Grúzia              | 2                  | 1                  | 0                  | 1                  | 2                  | 2                  | 0                  |
| Németország         | 5                  | 2                  | 1                  | 2                  | 8                  | 6                  | +2                 |
| Gibraltár           | 1                  | 1                  | 0                  | 0                  | 4                  | 0                  | +4                 |
| Görögország         | 8                  | 2                  | 4                  | 2                  | 10                 | 9                  | +1                 |
| Hongkong            | 1                  | 1                  | 0                  | 0                  | 4                  | 0                  | +4                 |
| Magyarország        | 7                  | 3                  | 4                  | 0                  | 13                 | 5                  | +8                 |
| Izland              | 6                  | 4                  | 1                  | 1                  | 11                 | 2                  | +9                 |
| Irán                | 2                  | 1                  | 1                  | 0                  | 4                  | 2                  | +2                 |
| Izrael              | 9                  | 8                  | 1                  | 0                  | 22                 | 8                  | +14                |
| Olaszország         | 8                  | 3                  | 5                  | 0                  | 10                 | 6                  | +4                 |
| Jamaica             | 1                  | 1                  | 0                  | 0                  | 3                  | 1                  | +2                 |
| Japán               | 3                  | 1                  | 1                  | 1                  | 4                  | 4                  | 0                  |
| Kazahsztán          | 2                  | 2                  | 0                  | 0                  | 5                  | 1                  | +4                 |
| Koszovó             | 2                  | 2                  | 0                  | 0                  | 7                  | 0                  | +7                 |
| Lettország          | 4                  | 4                  | 0                  | 0                  | 10                 | 1                  | +9                 |
| Liechtenstein       | 2                  | 2                  | 0                  | 0                  | 8                  | 2                  | +6                 |
| Litvánia            | 2                  | 1                  | 1                  | 0                  | 2                  | 0                  | +2                 |
| Észak-Macedónia     | 8                  | 5                  | 2                  | 1                  | 12                 | 9                  | +3                 |
| Mali                | 1                  | 1                  | 0                  | 0                  | 2                  | 1                  | +1                 |
| Málta               | 8                  | 7                  | 1                  | 0                  | 19                 | 4                  | +15                |
| Mexikó              | 6                  | 4                  | 0                  | 2                  | 9                  | 6                  | +3                 |
| Moldova             | 2                  | 2                  | 0                  | 0                  | 2                  | 0                  | +2                 |
| Marokkó             | 1                  | 0                  | 1                  | 0                  | 2                  | 2                  | 0                  |
| Hollandia           | 2                  | 1                  | 0                  | 1                  | 2                  | 4                  | −2                 |
| Észak-Írország      | 1                  | 1                  | 0                  | 0                  | 3                  | 0                  | +3                 |
| Norvégia            | 5                  | 3                  | 1                  | 1                  | 10                 | 6                  | +4                 |
| Peru                | 1                  | 0                  | 0                  | 1                  | 0                  | 2                  | −2                 |
| Lengyelország       | 5                  | 3                  | 1                  | 1                  | 7                  | 3                  | +4                 |
| Portugália          | 4                  | 0                  | 0                  | 4                  | 0                  | 7                  | −7                 |
| Katar               | 1                  | 1                  | 0                  | 0                  | 3                  | 2                  | +1                 |
| Írország            | 7                  | 2                  | 3                  | 2                  | 8                  | 8                  | 0                  |
| Románia             | 3                  | 3                  | 0                  | 0                  | 4                  | 1                  | +3                 |
| Oroszország         | 3                  | 1                  | 2                  | 0                  | 3                  | 1                  | +2                 |
| San Marino          | 3                  | 3                  | 0                  | 0                  | 18                 | 0                  | +18                |
| Skócia              | 5                  | 0                  | 3                  | 2                  | 2                  | 5                  | −3                 |
| Szerbia             | 4                  | 1                  | 3                  | 0                  | 5                  | 3                  | +2                 |
| Szlovákia           | 6                  | 2                  | 2                  | 2                  | 8                  | 8                  | 0                  |
| Szlovénia           | 8                  | 5                  | 3                  | 0                  | 15                 | 8                  | +7                 |
| Dél-Korea           | 7                  | 3                  | 2                  | 2                  | 11                 | 7                  | +4                 |
| Spanyolország       | 6                  | 2                  | 1                  | 3                  | 6                  | 7                  | −1                 |
| Svédország          | 4                  | 3                  | 0                  | 1                  | 5                  | 4                  | +1                 |
| Svájc               | 3                  | 0                  | 2                  | 1                  | 4                  | 6                  | −2                 |
| Törökország         | 9                  | 3                  | 5                  | 1                  | 10                 | 6                  | +4                 |
| Ukrajna             | 9                  | 5                  | 3                  | 1                  | 15                 | 5                  | +10                |
| Wales               | 4                  | 3                  | 1                  | 0                  | 7                  | 2                  | +5                 |
| Összesen (64)       | 274                | 145                | 76                 | 53                 | 467                | 250                | +217               |

1. ↑  Beleértve a két döntetlent  Jugoszlávia ellen.

Utolsó elszámolt mérkőzés Spanyolország ellen, 2018. szeptember 11.

## Mezek a válogatott története során
A horvát labdarúgó-válogatott tradicionális szerelése a piros-fehér sakktáblás mintázatú mez, melyet Miroslav Šutej horvát festő tervezett 1990-ben. Szintén az ő nevéhez fűződik a modern horvát címer megalkotása is. Az egyedi mezhez fehér nadrágot és kék sportszárat viselnek a leggyakrabban. Az 1998-as világbajnokságon használt meznek csak a jobb oldali részén jelentek meg a kockás minták. A váltómez kék mezből, kék nadrágból és kék sportszárból áll. Kis felületen, változó helyen és méretben az idegenbeli mezen is gyakran feltűnik a kockás minta. Az 1996-os Európa-bajnokságon tiszta fehér volt a második számú mez.

## Első számú
| 1990 | 1996–1997 | 1998–2000 | 2002–2004 | 2004–2006 | 2006–2008 | 2008–2010 | 2010–2012 | 2012–2014 |

| 2014–2016 | 2016–2018 | 2018–2020 | 2020–2022 |

### Váltómez
| 1940 | 1996–1997 | 1998–2000 | 2002–2004 | 2004–2006 | 2006–2008 | 2008–2010 | 2010–2012 | 2012–2014 |

| 2014–2016 | 2016–2018 | 2018–2020 | 2020–2022 |

## Játékosok

### Játékoskeret
A horvát válogatott 26 fős kerete a 2022-es Világbajnokságra.
A pályára lépesek és a gólok száma a 2022. szeptember 25-i  Ausztria elleni mérkőzés után lett frissítve.

| Szám          | Poszt       | Név               | Születési dátum (kor)          | Válogatottság | Gólok | Klub                     |
| ------------- | ----------- | ----------------- | ------------------------------ | ------------- | ----- | ------------------------ |
|               |             |                   |                                |               |       |                          |
| Kapusok       |             |                   |                                |               |       |                          |
|               | kapus       | Dominik Livaković | 1995. január 9. (30 éves)      | 33            | 0     | Dinamo Zágráb            |
|               | kapus       | Ivica Ivušić      | 1995. február 1. (30 éves)     | 5             | 0     | Eszék                    |
|               | kapus       | Ivo Grbić         | 1996. január 18. (29 éves)     | 2             | 0     | Atlético Madrid          |
| Védők         |             |                   |                                |               |       |                          |
|               | hátvéd      | Domagoj Vida      | 1989. április 29. (35 éves)    | 99            | 4     | AÉK Athén                |
|               | hátvéd      | Dejan Lovren      | 1989. július 5. (35 éves)      | 71            | 5     | Zenyit Szankt-Petyerburg |
|               | hátvéd      | Borna Barišić     | 1992. november 10. (32 éves)   | 27            | 1     | Rangers                  |
|               | hátvéd      | Josip Juranović   | 1995. augusztus 16. (29 éves)  | 21            | 0     | Celtic                   |
|               | hátvéd      | Joško Gvardiol    | 2002. január 23. (23 éves)     | 12            | 1     | RB Lipcse                |
|               | hátvéd      | Borna Sosa        | 1998. január 21. (27 éves)     | 8             | 1     | VfB Stuttgart            |
|               | hátvéd      | Josip Stanišić    | 2000. április 2. (25 éves)     | 6             | 0     | Bayern München           |
|               | hátvéd      | Martin Erlić      | 1998. január 24. (27 éves)     | 3             | 0     | Sassuolo                 |
|               | hátvéd      | Josip Šutalo      | 2000. február 28. (25 éves)    | 3             | 0     | Dinamo Zágráb            |
| Középpályások |             |                   |                                |               |       |                          |
|               | középpályás | Luka Modrić       | 1985. szeptember 9. (39 éves)  | 154           | 23    | Real Madrid              |
|               | középpályás | Mateo Kovačić     | 1994. május 6. (30 éves)       | 83            | 3     | Chelsea                  |
|               | középpályás | Marcelo Brozović  | 1992. november 16. (32 éves)   | 76            | 7     | Internazionale           |
|               | középpályás | Mario Pašalić     | 1995. február 9. (30 éves)     | 42            | 7     | Atalanta                 |
|               | középpályás | Nikola Vlašić     | 1997. október 4. (27 éves)     | 41            | 7     | Torino                   |
|               | középpályás | Lovro Majer       | 1998. január 17. (27 éves)     | 10            | 3     | Rennes                   |
|               | középpályás | Kristijan Jakić   | 1997. május 14. (27 éves)      | 4             | 0     | Eintracht Frankfurt      |
|               | középpályás | Luka Sučić        | 2002. szeptember 8. (22 éves)  | 3             | 0     | Red Bull Salzburg        |
| Támadók       |             |                   |                                |               |       |                          |
|               | csatár      | Ivan Perišić      | 1989. február 2. (36 éves)     | 115           | 32    | Tottenham Hotspur        |
|               | csatár      | Andrej Kramarić   | 1991. június 19. (33 éves)     | 73            | 19    | Hoffenheim               |
|               | csatár      | Bruno Petković    | 1994. szeptember 16. (30 éves) | 22            | 6     | Dinamo Zágráb            |
|               | csatár      | Mislav Oršić      | 1992. december 29. (32 éves)   | 20            | 1     | Dinamo Zágráb            |
|               | csatár      | Ante Budimir      | 1991. július 22. (33 éves)     | 15            | 1     | Osasuna                  |
|               | csatár      | Marko Livaja      | 1993. augusztus 6. (31 éves)   | 14            | 3     | Hajduk Split             |

### A legtöbb válogatottsággal rendelkező játékosok
Az adatok 2022. szeptember 27. állapotoknak felelnek meg.
- A még aktív játékosok (félkövérrel) vannak megjelölve.

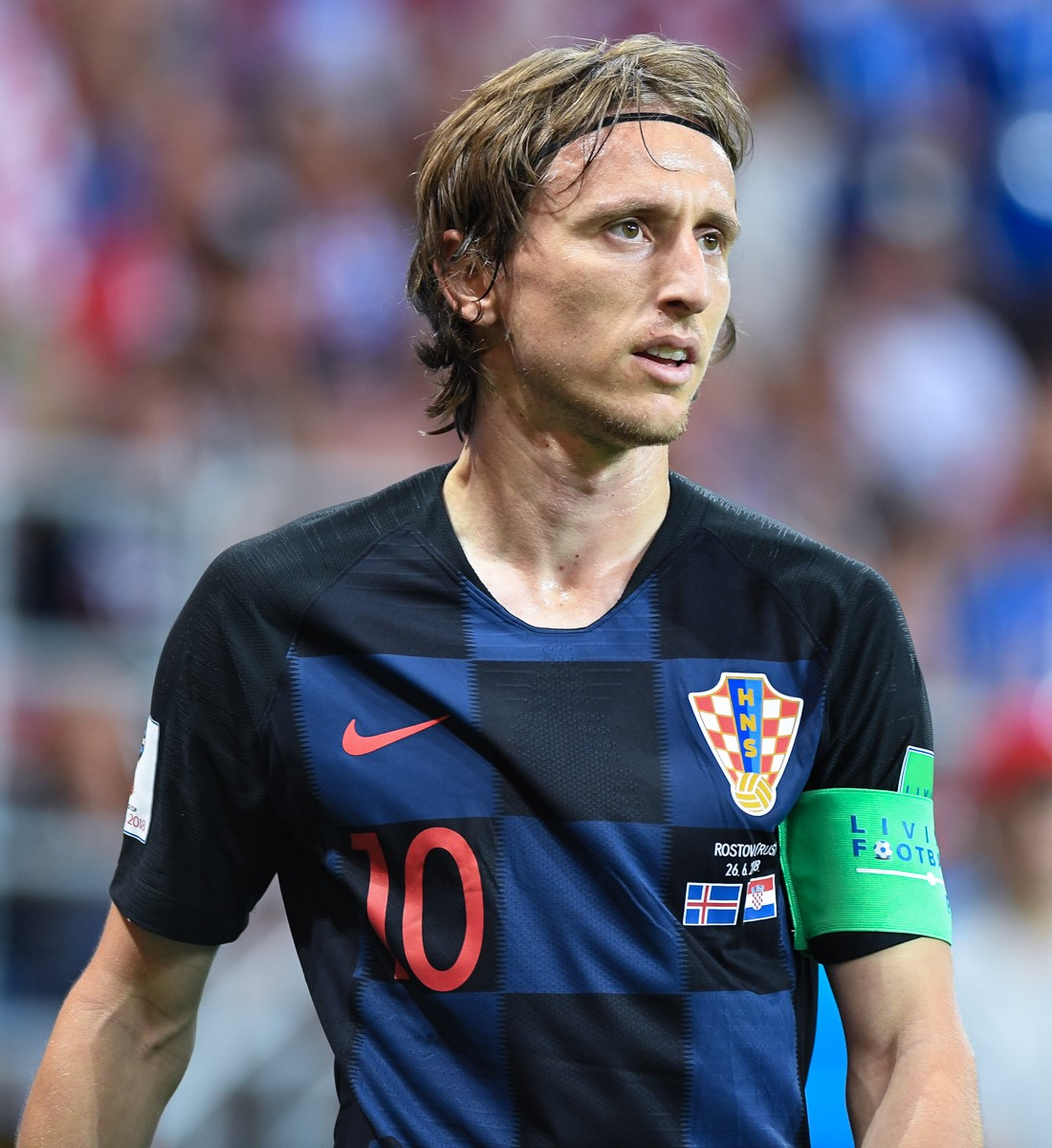
Luka Modrić a válogatottsági rekorder 162 mérkőzéssel

| Rank | Játékos         | Mérkőzés | Gólok | Időszak   |
| ---- | --------------- | -------- | ----- | --------- |
| 1    | Luka Modrić     | 162      | 23    | 2006–     |
| 2    | Darijo Srna     | 134      | 22    | 2002–2016 |
| 3    | Ivan Perišić    | 123      | 33    | 2011–     |
| 4    | Stipe Pletikosa | 114      | 0     | 1999–2014 |
| 5    | Ivan Rakitić    | 106      | 15    | 2007–2019 |
| 6    | Josip Šimunić   | 105      | 3     | 2001–2013 |
| 7    | Ivica Olić      | 104      | 20    | 2002–2015 |
| 8    | Vedran Ćorluka  | 103      | 4     | 2006–2018 |
| 9    | Dario Šimić     | 100      | 3     | 1996–2008 |
| 9    | Domagoj Vida    | 100      | 4     | 2010–     |

### A válogatottban legtöbb gólt szerző játékosok
Az adatok 2022. szeptember 27. állapotoknak felelnek meg.
- A még aktív játékosok (félkövérrel) vannak megjelölve.

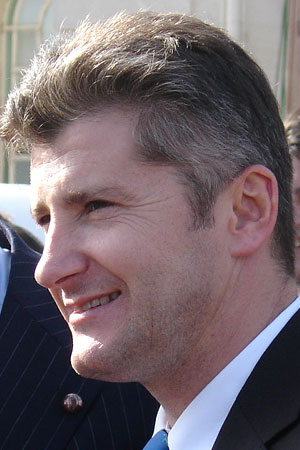
Davor Šuker a válogatott történetének legeredményesebb játékosa 45 góllal.

| #  | Játékos          | Gólok | Mérkőzés | Arány | Időszak   |
| -- | ---------------- | ----- | -------- | ----- | --------- |
| 1  | Davor Šuker      | 45    | 69       | 0.65  | 1991–2002 |
| 2  | Mario Mandžukić  | 33    | 89       | 0.37  | 2007–2018 |
| 2  | Ivan Perišić     | 33    | 123      | 0.27  | 2011–     |
| 4  | Eduardo da Silva | 29    | 64       | 0.45  | 2004–2014 |
| 5  | Luka Modrić      | 23    | 162      | 0.14  | 2006–     |
| 6  | Andrej Kramarić  | 22    | 81       | 0.27  | 2014–     |
| 6  | Darijo Srna      | 22    | 134      | 0.16  | 2002–2016 |
| 8  | Ivica Olić       | 20    | 104      | 0.19  | 2002–2015 |
| 9  | Niko Kranjčar    | 16    | 81       | 0.2   | 2004–2013 |
| 10 | Nikola Kalinić   | 15    | 42       | 0.36  | 2008–2018 |
| 10 | Goran Vlaović    | 15    | 51       | 0.29  | 1992–2002 |
| 10 | Ivan Rakitić     | 15    | 106      | 0.14  | 2007–2019 |

### Ismert játékosok
| - Aljoša Asanović - Slaven Bilić - Zvonimir Boban - Alen Bokšić - Robert Jarni - Dražen Ladić - Dario Šimić - Robert Prosinečki - Zvonimir Soldo - Mario Stanić - Igor Štimac - Davor Šuker - Goran Vlaović - Stipe Pletikosa - Niko Kovač - Robert Kovač - Boris Živković - Milan Rapaić - Josip Šimunić |  | - Jurica Vranješ - Ivica Olić - Darijo Srna - Igor Tudor - Ivica Mornar - Dado Pršo - Niko Kranjčar - Ivan Klasnić - Boško Balaban - Eduardo da Silva - Ognjen Vukojević - Danijel Pranjić - Mladen Petrić - Nikica Jelavić - Luka Modrić - Vedran Ćorluka - Ivan Rakitić - Mario Mandžukić - Mateo Kovačić |

## Szövetségi kapitányok
| Név               | Időszak   | M   | Gy  | D  | V  | Győzelmek (%) | Szerzett pontok átlagban | Eredmények                                                                  |
| ----------------- | --------- | --- | --- | -- | -- | ------------- | ------------------------ | --------------------------------------------------------------------------- |
| Dražan Jerković   | 1990–1991 | 3   | 3   | 0  | 0  | 100,00        | 3,00                     | –                                                                           |
| Stanko Poklepović | 1992      | 4   | 1   | 1  | 2  | 25,00         | 1,00                     | –                                                                           |
| Vlatko Marković   | 1993      | 1   | 1   | 0  | 0  | 100,00        | 3,00                     | –                                                                           |
| Miroslav Blažević | 1994–2000 | 73  | 36  | 22 | 15 | 49,31         | 1,78                     | 1996-os Eb – Negyeddöntő 1998-as vb – 3. hely 2000-es Eb – Nem jutott be    |
| Mirko Jozić       | 2000–2002 | 18  | 9   | 6  | 3  | 50,00         | 1,83                     | 2002-es vb – Csoportkör                                                     |
| Otto Barić        | 2002–2004 | 24  | 11  | 8  | 5  | 45,83         | 1,70                     | 2004-es Eb – Csoportkör                                                     |
| Zlatko Kranjčar   | 2004–2006 | 25  | 11  | 8  | 6  | 44,00         | 1,64                     | 2006-os vb – Csoportkör                                                     |
| Slaven Bilić      | 2006–2012 | 65  | 42  | 15 | 8  | 64,60         | 2,20                     | 2008-as Eb – Negyeddöntő 2010-es vb – Nem jutott be 2012-es Eb – Csoportkör |
| Igor Štimac       | 2012–2013 | 15  | 8   | 2  | 5  | 53,3          | 1,73                     | –                                                                           |
| Niko Kovač        | 2013–2015 | 19  | 10  | 5  | 4  | 52,6          | 1,84                     | 2014-es vb – Csoportkör                                                     |
| Ante Čačić        | 2015–2017 | 25  | 15  | 6  | 4  | 61,54         | 2,36                     | 2016-os Eb – Nyolcaddöntő                                                   |
| Zlatko Dalić      | 2017-     | 5   | 3   | 1  | 1  | 60            | 2                        | 2018-as vb – Döntő                                                          |
| Összesen          | Összesen  | 277 | 148 | 76 | 53 | 53,4%         | 1,87                     | 10/12                                                                       |

## Stadion

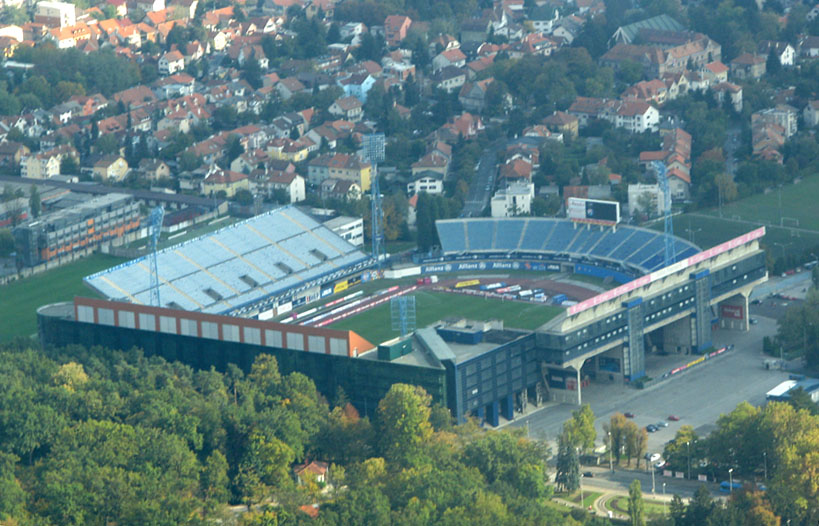
A Maksimir Stadion madártávlatból

A legtöbb hazai mérkőzésüket a zágrábi Maksimir Stadionban rendezik, mely létesítmény egyben a Dinamo Zagreb otthonai is. 1995 óta a spliti Gradski stadion u Poljuduban is rendeznek mérkőzéseket, ami a Hajduk Split stadionja. Egy Olaszország elleni Európa-bajnoki selejtező volt az első itt rendezett találkozó, ami 1–1-es döntetlennel zárult.

## Rivális
Horvátország legnagyobb riválisa Szerbia, melynek leginkább történelmi és politikai okai vannak. A két válogatott ütközeteit mindig nagy várakozás és feszültség előzi meg. Jugoszlávia felbomlását követően a 2000-es Európa-bajnokság selejtezőiben találkoztak először tétmérkőzésen, ekkor a szerbek még jugoszláv színekben léptek pályára. A 2014-es világbajnokság selejtezőiben egy csoportba sorsolták a két csapatot. Ezt megelőzően Horvátország és Szerbia nevek alatt még nem találkoztak. A komolyabb incidensek és balhék elkerülése érdekében a két labdarúgó-szövetség közösen döntött, mely szerint nem utazhattak szerb szurkolók Zágrábba, a visszavágóra pedig horvát szurkolók Belgrádba.

## Szurkolók

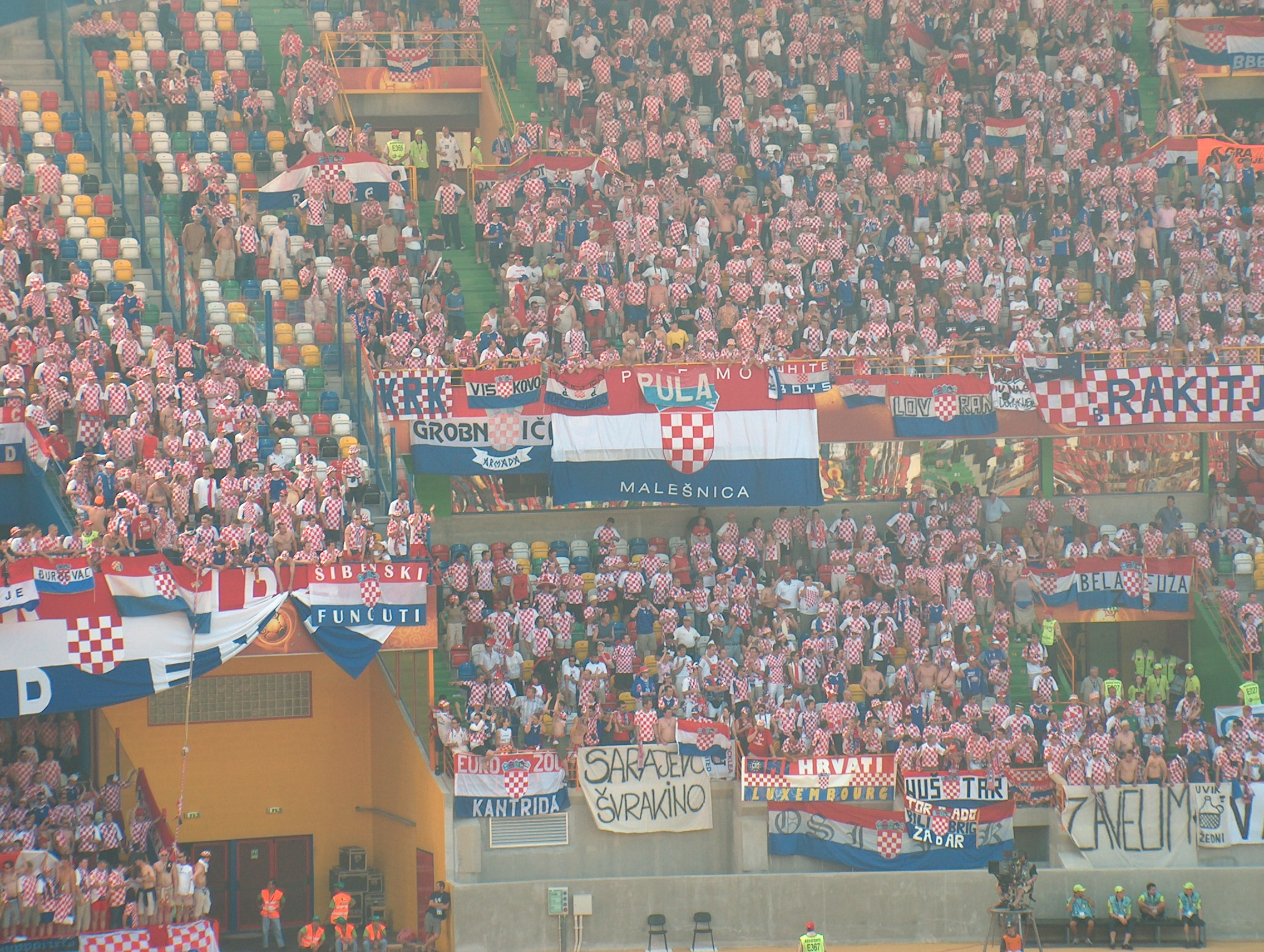
Horvát szurkolók a 2004-es Eb-n (Horvátország-Svájc).

Horvátországban a labdarúgás a legnépszerűbb sportág. A labdarúgó-válogatott 1990-es megalakulása óta nagy népszerűségnek örvend. A Horvátországi háború után három évvel a sikeres 1998-as világbajnokság megadta az alaphangot. A válogatottat követő szurkolók bázisát a két legnépszerűbb klub a Dinamo Zagreb (BBB) és a Hajduk Split (Torcida) adja.
A horvát válogatott mérkőzésein gyakoriak a rendbontások. A 2012-es Európa-bajnokságona horvát huligánok a lengyel rendőrséggel csaptak össze. 2014-ben a Milánóban rendezett Olaszország-Horvátország Európa-bajnoki selejtező tíz percre félbeszakadt, mert görögtüzeket és petárdákat dobáltak a pályára. A randalírozókat csak a rohamrendőrök tudták megfékezni. A visszavágó sem zajlott le zökkenőmentesen. A Splitben zárt kapuk mögött rendezett mérkőzés előtt a szervezők egy horogkeresztet találtak a gyepszőnyegbe nyírva. A Horvát labdarúgó-szövetséget több alkalommal is pénzbírsággal büntette az UEFA a huligánok botrányos viselkedése miatt. A hátralévő idegenbeli Eb selejtezőkre ezért nem utazhattak a szurkolók.
A 2016-os Európa-bajnokság D csoportjában rendezett Csehország-Horvátország találkozó félbeszakadt, miután a horvát huligánok pirotechnikai eszközöket dobáltak a játéktérre. A szurkolók egy csoportja a Horvát labdarúgó-szövetség és a Dinamo Zagreb korábbi elnöke Zdravko Mamic ellen tiltakozott, akit korábban adócsalás és vesztegetés miatt őrizetbe vettek.